# Microgaster himalayensis
Microgaster himalayensis är en stekelart som beskrevs av Cameron 1910. Microgaster himalayensis ingår i släktet Microgaster och familjen bracksteklar. Inga underarter finns listade i Catalogue of Life.